# Forsgrenska stilen

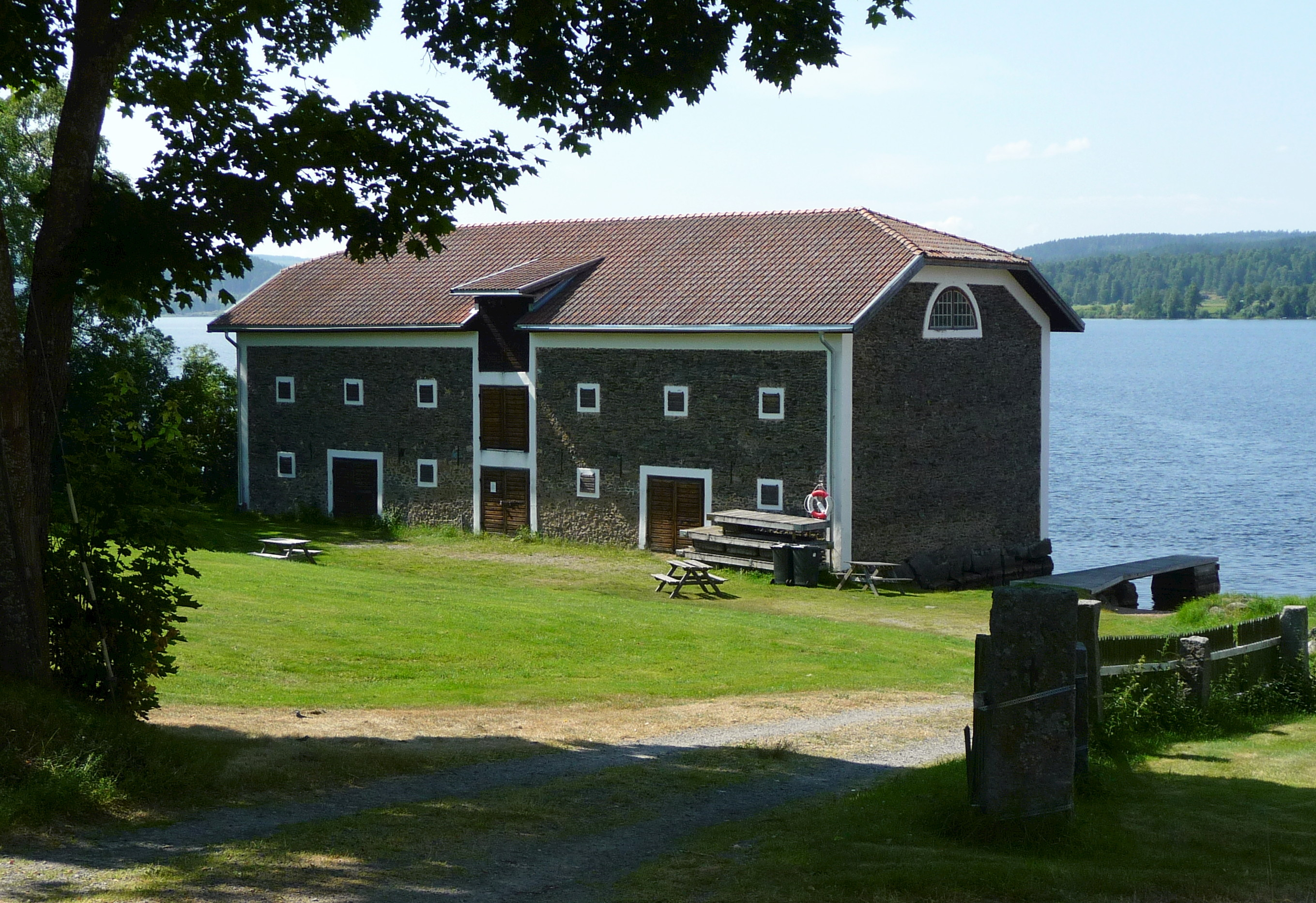
Nyhammars spannmålsmagasin.

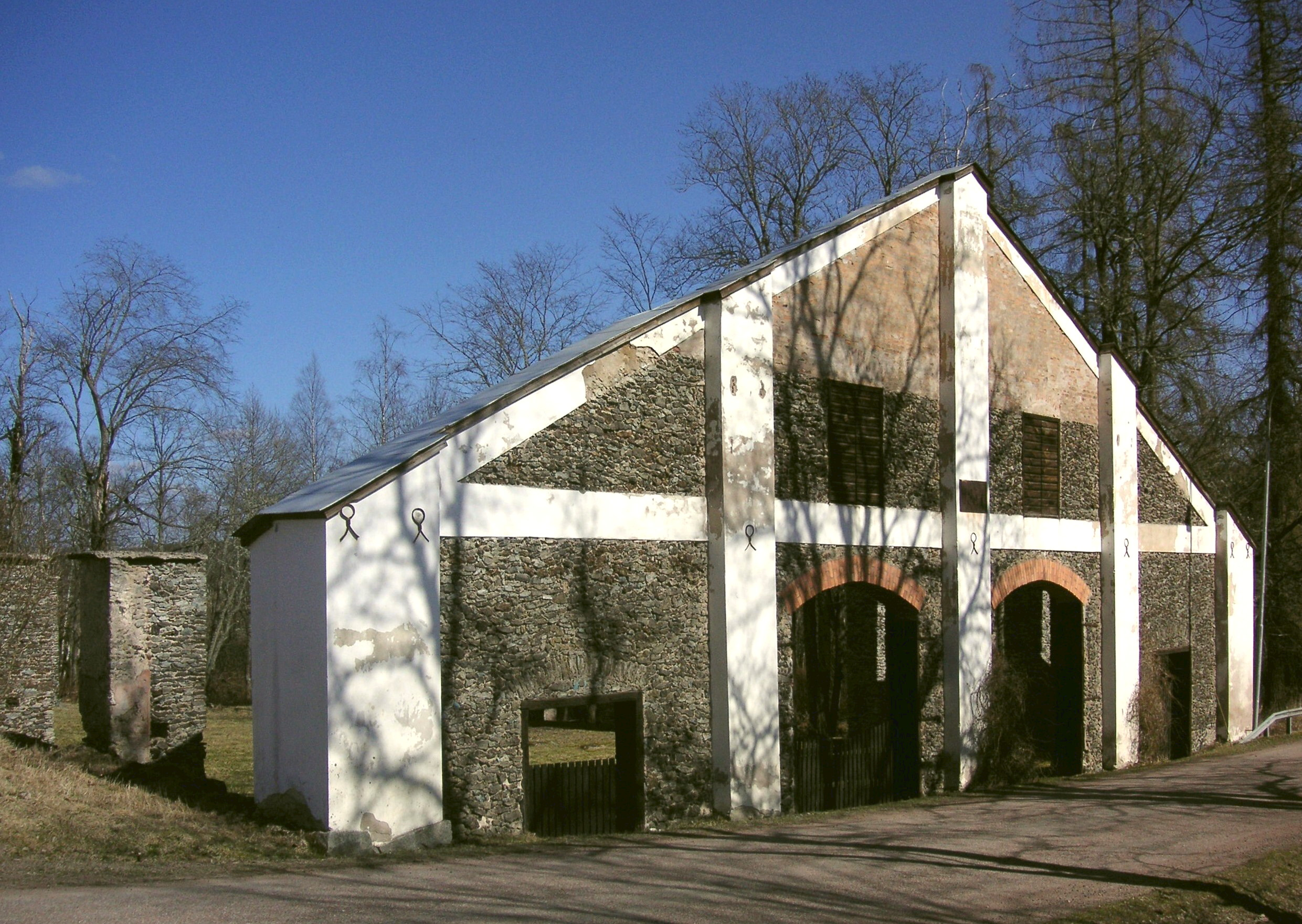
Kolhuset vid Grängshammars bruk.

Forsgrenska stilen är en arkitekturstil som användes under 1800-talets mitt i samband med byggnader uppförda av slaggsten. Stilen kom till användning huvudsakligen i Västerbergslagen och har uppkallades efter dess upphovsman Olof Forsgren, som var ingenjör och disponent vid Grängshammars bruk åren 1816-1855.

## Bakgrund
Från mitten av 1700-talet och fram till början av 1900-talet användes huvudsakligen i Bergslagen masugnsslagg som byggnadsmaterial i byggnader som krävde viss brandsäkerhet. Till användning kom restprodukten slagg, som göts till slaggtegel. Slaggtegel var svåra att framställa därför dominerade slaggflis, som inte hade någon bestämd form. Det resulterade i en ojämn fasadyta som gömdes under ett lager av puts.

## Forsgrens stil
Istället för att putsa fasaderna och på det viset dölja den ojämna slaggflisen, lät Forsgren byggnadens fasader vara obehandlade med undantag av lister, hörnkedjor, fältindelningar och omfattningar kring dörr- och fönsteröppningar, som fick vit, slät puts. Genom att det bärande materialet i konstruktionen lämnades synligt, som ett estetiskt uttrycksmedel, skilde sig Forsgrens slagghus från de flesta andra samtida slaggstensbyggnader. Ofta ingick i slaggen den så kallade bergslagsstenen som skimrar i blåa eller gröna nyanser och ger fasaderna ett intressant, levande uttryck. Idag finns ett femtiotal byggnader i Västerbergslagen som är gestaltade i den Forsgrenska stilen.

## Exempel
- Nyhammars spannmålsmagasin
- Smedja och kolhus, Grängshammars bruk